# Ziertheim
Ziertheim település Németországban, azon belül Bajorországban. Lakosainak száma 1068 fő (2023. december 31.).

## Népesség
A település népessége az elmúlt években az alábbi módon változott:
| Lakosok száma | 396  | 522  | 577  | 1083 | 1007 | 999  | 990  | 987  | 1054 | 1068 |
|               | 1875 | 1950 | 1975 | 1987 | 2012 | 2014 | 2016 | 2017 | 2021 | 2023 |